# Onyekachi Apam
Onyekachi Apam, né le 30 décembre 1986 à Aba, est un footballeur international nigérian. Après avoir commencé sa carrière dans son pays natal, il rejoint l'Europe et l'OGC Nice à l'âge de 21 ans. Il s'installe comme titulaire avec son club, ce qui lui permet d'intégrer de façon régulière sa sélection nationale au poste de défenseur. Transféré au Stade rennais en juin 2009, il y est longtemps blessé et n'y joue que très peu durant trois ans et demi. Après de nombreuses blessures il met un terme a sa carrière.

## Biographie
Onyekachi Apam naît au Nigeria, au sein d'une famille qui compte trois autres garçons et une fille. Il fait ses premiers pas de footballeur dans les rues de sa ville natale de Aba, où il est repéré, et rejoint alors les « Calculators ». Après un passage à la Pepsi Football Academy de Aba, il rejoint les Enugu Rangers où il fait ses débuts en première division nigériane. Ses performances lui permettent de participer à la Coupe du monde des moins de 20 ans en 2005. Titulaire tout au long de la compétition, il parvient en finale où son équipe est battue par l'Argentine de Lionel Messi. Suspendu pour accumulation de cartons jaunes, Apam ne participe pas à ce match.
Le 9 janvier 2006, Apam rejoint l'Europe. Les Enugu Rangers le cèdent en prêt à l'OGC Nice qui lui fait signer un contrat de stagiaire pour dix-huit mois, et où il avait effectué un essai au mois d'octobre précédent. Dix mois après son arrivée, Apam fait ses débuts en Ligue 1, le 28 octobre 2006 à l'occasion d'un match opposant l'OGC Nice à l'Olympique de Marseille. Son entraîneur Frédéric Antonetti le lance à la mi-temps en remplacement d'Olivier Veigneau. Rapidement, il s'impose comme titulaire au sein d'une défense qu'il ne quittera plus jusqu'à la fin de la saison. Cette ascension rapide incite les dirigeants niçois à faire signer à Apam un contrat professionnel de quatre ans dès le début du mois de décembre 2006.
Titulaire inamovible à Nice lors des deux saisons suivantes, Apam en profite pour se faire une place en sélection nationale. En janvier 2008, il est sélectionné pour participer à la Coupe d'Afrique des nations, où le Nigeria atteint les quarts de finale, battu par le Ghana (1-2). Quelques mois plus tard, il participe également aux Jeux olympiques disputés à Pékin. Titulaire en défense, il contribue au parcours de son équipe, qui parvient en finale du tournoi. Une nouvelle fois, c'est l'Argentine de Lionel Messi qui se présente, et une nouvelle fois, le Nigeria s'incline (0-1). Apam remporte donc une médaille d'argent. En janvier 2010, Apam est sélectionné pour sa deuxième Coupe d'Afrique des nations, que le Nigeria termine cette fois à la troisième place, après avoir battu l'Algérie en petite finale. Il joue quatre rencontres de la compétition, mais récolte également un carton rouge.
Lors de la saison 2009-2010, du fait de son départ à la CAN, Apam voit son nombre de matchs disputés avec l'OGC Nice diminuer. À la fin du mois d'avril 2010, il est éloigné des terrains par une blessure au genou droit, pour laquelle il doit subir une opération au début du mois de juin. Présélectionné pour participer à la Coupe du monde 2010, il doit par conséquent déclarer forfait pour la compétition.
Le 29 juin 2010, il s'engage pour quatre saisons avec le Stade rennais FC et y retrouve l'entraîneur qui l'a lancé en Ligue 1, Frédéric Antonetti. L'indemnité de transfert est évaluée à entre 4 et 5 millions d'euros. Il joue enfin son premier match, après 18 mois d'absence, le 15 décembre 2011 en Ligue Europa, face à l'Atlético Madrid. Mis à l'écart par Philippe Montanier, qui succède à Antonetti à l'été 2013, Apam ne joue aucun match avec le Stade rennais durant la première partie de la saison 2013-2014. Début janvier 2014, son contrat avec le club breton est résilié d'un commun accord. 
Onyekachi Apam rejoint ainsi, libre, les Seattle Sounders le 20 septembre 2014. Mais il ne joue aucun match avec l'équipe première en Major League Soccer, et ne dispute qu'une mi-temps avec l'équipe réserve du club américain. Début décembre 2014, il est laissé libre par les Sounders.

## Statistiques
| Saison                | Club                  | Championnat           | Championnat | Championnat | Coupe nationale | Coupe nationale | Coupe de la Ligue | Coupe de la Ligue | Compétition(s) continentale(s) | Compétition(s) continentale(s) | Compétition(s) continentale(s) | Nigeria | Nigeria | Total | Total |
| Saison                | Club                  | Division              | M.          | B.          | M.              | B.              | M.                | B.                | Comp.                          | M.                             | B.                             | M.      | B.      | M.    | B.    |
| 2006-2007             | OGC Nice              | L1                    | 22          | 0           | 2               | 0               | 0                 | 0                 | -                              | -                              | -                              | 1       | 0       | 25    | 0     |
| 2007-2008             | OGC Nice              | L1                    | 30          | 0           | 0               | 0               | 1                 | 0                 | -                              | -                              | -                              | 3       | 0       | 34    | 0     |
| 2008-2009             | OGC Nice              | L1                    | 30          | 1           | 1               | 0               | 3                 | 0                 | -                              | -                              | -                              | 4       | 0       | 38    | 1     |
| 2009-2010             | OGC Nice              | L1                    | 23          | 0           | 0               | 0               | 1                 | 0                 | -                              | -                              | -                              | 6       | 0       | 30    | 0     |
| Sous-total            | Sous-total            | Sous-total            | 105         | 1           | 3               | 0               | 5                 | 0                 | -                              | 0                              | 0                              | 14      | 0       | 127   | 1     |
| 2010-2011             | Stade rennais FC      | L1                    | 0           | 0           | 0               | 0               | 0                 | 0                 | -                              | -                              | -                              | -       | -       | 0     | 0     |
| 2011-2012             | Stade rennais FC      | L1                    | 12          | 0           | 3               | 0               | 0                 | 0                 | C3                             | 1                              | 0                              | -       | -       | 16    | 0     |
| 2012-2013             | Stade rennais FC      | L1                    | 11          | 0           | 1               | 0               | 3                 | 0                 | -                              | -                              | -                              | -       | -       | 15    | 0     |
| 2013-2014             | Stade rennais FC      | L1                    | 0           | 0           | 0               | 0               | 0                 | 0                 | -                              | -                              | -                              | -       | -       | 0     | 0     |
| Sous-total            | Sous-total            | Sous-total            | 23          | 0           | 4               | 0               | 3                 | 0                 | -                              | 1                              | 0                              | 0       | 0       | 31    | 0     |
| 2014                  | Seattle Sounders FC   | MLS                   | 0           | 0           | 0               | 0               | -                 | -                 | -                              | -                              | -                              | -       | -       | 0     | 0     |
| Total sur la carrière | Total sur la carrière | Total sur la carrière | 128         | 1           | 7               | 0               | 8                 | 0                 | -                              | 1                              | 0                              | 14      | 0       | 158   | 1     |

## Palmarès
- 2005 : Finaliste de la Coupe du monde des moins de 20 ans
- 2008 : Médaille d'argent aux JO de Pékin 2008 avec le Nigeria.
- 2010 : Troisième de la Coupe d'Afrique des nations